# 299년

## 연호
- 서진(西晉) 원강(元康) 9년

## 기년
- 서진(西晉) 혜제(惠帝) 10년
- 신라(新羅) 기림이사금(基臨泥師今) 2년
- 고구려(高句麗) 봉상왕(烽上王) 8년
- 백제(百濟) 분서왕(汾西王) 2년